# زينة بركة
زينة بركة (1972-) هي فنانة ولدت في بيروت لعائلة هجرت من مدينة يافا بعد نكبة عام 1984. نشأت في بورتن خلال دراستها في المدارس الفرنسية. حصلت على شهادة البكالوريوس في الفنون الجميلة من الجامعة اللبنانية عام 1991. تابعت دراستها في الولايات المتحدة الأمريكية حيث حصلت على شهادة الماجستير في الفنون من كلية سان فرانسيسكو للفنون عام 2001، واستقرت في أمريكا ومنذ ذلك الحين وهي تعمل أستاذة للفنون الأكاديمية في جامعة سان فرانسيسكو للفنون عام 2003. وانتقلت إلى أمريكا عام 2001، وبنت مشروعها الفني القائم على الفحص المادي لما يُسمى بالحديقة التي لا تُطاق. تُعبر أعمالها عن التناقض بين الدمار والبناء، حيث تحاول إعادة تشكيل الماضي بعناصر مادية جديدة. فعلى سبيل المثال، استخدامها للفحم النباتي كشكل من أشكال إعادة تشكيل الحاضر، وتحطيم النظام الاستعماري.

## أسلوبها الفني
تُركز في أعمالها على تكوين الفرح، وتعتبر ذلك تطوراً طبيعياً لأعمالها في فن التجهيز الذي يتناول مواضيع كالترانس خلال أوضاع متقطعة، وفي مرحلة لاحقة استخدمت مواد من بينها الزجاج والنباتات في أعمالها، واستعانت بالمرايا كمرآة مشرقة لطموح الإنسان في الواقع المرير. تشمل أعمالها الأخيرة عناصر الطبيعة المهملة والمستعادة من النفايات المنزلية.

## معارضها الفردية
يوجد لديها عدة معارض، منها:
- "اختيار الفراشة"، الجمعية الفنية الأمريكية، نيويورك 2017.
- "مجموعة أطلس" فن الجورنال، نيويورك 2018.
- "توائم من الطبقة الثانية" مسرح العاصفة، سان فرانسيسكو 2019.
- "ZAZ Corner Billboard" إعلانات سحاب الثاني "Cloud"، نيويورك 2021.

## معارضها الجماعية
شاركت زينة بركة في عديد من المعارض، منها:
- أوهام البعد، المركز الثقافي، نيويورك 2005.
- سحر الزمن، جاليري تابوا، سان فرانسيسكو 2007.
- طيف الضوء، فن الجورنال، نيويورك 2010.
- الوجوه الجديدة، متحف الفنون، شيكاغو 2015.

## جوائزها
حازت بركة على جوائز عديدة، منها:
- جائزة الريشة الذهبية 2002 في المسابقة الدولية للفنون البصرية، باريس.
- جائزة النقد الإبداعي 2007 في معرض النوافذ، برلين.
- جائزة أفضل عمل في الفنون البصرية 2014 من الأكاديمية الأمريكية للفنون.
- جائزة كينو في كولتورهاوس سباندوا، برلين 2016.
- جائزة سلام بانغ بلو عام 2017.
- جائزة مهرجان صانعات الأفلام في برلين 2019، جائزة أفضل فيلم.